# Phú Mỹ, Cà Mau
Phú Mỹ là một xã thuộc tỉnh Cà Mau, Việt Nam.

## Địa lý
Xã Phú Mỹ có vị trí địa lý:
- Phía đông giáp xã Cái Nước và xã Hưng Mỹ
- Phía tây giáp xã Phú Tân
- Phía nam giáp xã Nguyễn Việt Khái
- Phía bắc giáp xã Trần Văn Thời.

Xã Phú Mỹ có diện tích 87,81 km², dân số năm 2024 là 26.205 người, mật độ dân số đạt 298 người/km².

## Lịch sử
Ngày 20 tháng 9 năm 1975, Bộ Chính trị ban hành Nghị quyết số 245-NQ/TW về việc hợp nhất tỉnh Bạc Liêu, tỉnh Cà Mau và 2 huyện An Biên, Vĩnh Thuận (ngoại trừ 2 xã Đông Yên và Tây Yên) của tỉnh Rạch Giá thành một tỉnh mới, tên gọi tỉnh mới cùng với nơi đặt tỉnh lỵ sẽ do địa phương đề nghị lên.
Ngày 20 tháng 12 năm 1975, Bộ Chính trị ban hành Nghị quyết số 19/NQ về việc hợp nhất tỉnh Bạc Liêu và tỉnh Cà Mau thành một tỉnh mới, tên gọi tỉnh mới cùng với nơi đặt tỉnh lỵ sẽ do địa phương đề nghị lên.
Ngày 24 tháng 2 năm 1976, Chính phủ Cách mạng Lâm thời Cộng hòa miền Nam Việt Nam ban hành Nghị định số 3/NQ/1976 về việc hợp nhất tỉnh Bạc Liêu và tỉnh Cà Mau thành một tỉnh mới, lấy tên là tỉnh Bạc Liêu – Cà Mau.
Ngày 10 tháng 3 năm 1976, Chính phủ ban hành Nghị quyết về việc thành lập tỉnh Minh Hải trên cơ sở đổi tên tỉnh Bạc Liêu – Cà Mau.
Ngày 29 tháng 12 năm 1978, Hội đồng Chính phủ ban hành Quyết định số 326-CP về việc:
- Thành lập huyện Phú Tân thuộc tỉnh Minh Hải.
- Chuyển xã Phú Mỹ A thuộc huyện Cái Nước về huyện Phú Tân mới thành lập quản lý.

Ngày 25 tháng 7 năm 1979, Hội đồng Chính phủ ban hành Quyết định số 275-CP về việc:
- Chia xã Phú Mỹ A thành 3 xã: Phú Mỹ A, Phú Thành, Phú Thuận.
- Chia xã Phú Mỹ B thành xã Phú Hòa và xã Phú Hiệp.

Ngày 17 tháng 5 năm 1984, Hội đồng Bộ trưởng ban hành Quyết định 75-HĐBT về việc:
- Sáp nhập huyện Phú Tân vào huyện Cái Nước.
- Chuyển các xã Phú Mỹ A, Phú Hòa, Phú Thành, Phú Thuận thuộc huyện Phú Tân vào huyện Cái Nước.

Ngày 17 tháng 12 năm 1984, Hội đồng Chính phủ ban hành Quyết định số 168-HĐBT về việc đổi tên xã Phú Mỹ A thành xã Phú Mỹ.
Ngày 14 tháng 2 năm 1987, Hội đồng Bộ trưởng ban hành Quyết định số 33B-HĐBT về việc:
- Sáp nhập xã Phú Thuận vào xã Phú Mỹ.
- Sáp nhập xã Phú Thành vào xã Phú Hòa.

Sau khi phân vạch điều chỉnh địa giới hành chính:
- Xã Phú Mỹ có 4.348 hécta đất và 9.183 nhân khẩu.
- Xã Phú Hòa có 4.547 hécta đất và 7.930 nhân khẩu.

Ngày 2 tháng 2 năm 1991, Ban Tổ chức – Cán bộ của Chính phủ ban hành Quyết định số 51/QĐ-TCCP về việc sáp nhập xã Phú Hòa vào xã Phú Mỹ.
Ngày 6 tháng 11 năm 1996, Quốc hội ban hành Nghị quyết về việc chia tỉnh Minh Hải thành Bạc Liêu và tỉnh Cà Mau. Khi đó, xã Phú Mỹ thuộc huyện Cái Nước, tỉnh Cà Mau.
Ngày 17 tháng 11 năm 2003, Chính phủ ban hành Nghị định số 138/2003/NĐ-CP về việc:
- Thành lập huyện Phú Tân thuộc tỉnh Cà Mau.
- Chuyển xã Phú Mỹ thuộc huyện Cái Nước về huyện Phú Tân mới thành lập quản lý.

Ngày 23 tháng 11 năm 2004, Chính phủ ban hành Nghị định số 192/2004/NĐ-CP về việc thành lập xã Phú Thuận thuộc huyện Phú Tân trên cơ sở 3.925 ha diện tích tự nhiên và 11.359 nhân khẩu của xã Phú Mỹ.
Sau khi điều chỉnh địa giới hành chính, xã Phú Mỹ còn lại 4.114,51 ha diện tích tự nhiên và 9.231 nhân khẩu.
Tính đến ngày 31/12/2024:
- Xã Phú Mỹ có 6 ấp: Ba Tiệm, Lung Môn, Phú Thành, Thọ Mai, Vàm Xáng, Xẻo Đước.
- Xã Phú Thuận có 6 ấp: Chà Là, Đất Sét, Giáp Nước, Rạch Láng, Trống Vàm, Vàm Đình.

Ngày 12 tháng 6 năm 2025, Quốc hội ban hành Nghị quyết số 202/2025/QH15 về việc sắp xếp đơn vị hành chính cấp tỉnh (nghị quyết có hiệu lực từ ngày 12 tháng 6 năm 2025). Theo đó, sáp nhập tỉnh Bạc Liêu vào tỉnh Cà Mau.
Ngày 16 tháng 6 năm 2025, Ủy ban Thường vụ Quốc hội ban hành Nghị quyết số 1655/NQ-UBTVQH15 về việc sắp xếp các đơn vị hành chính cấp xã của tỉnh Cà Mau năm 2025 (nghị quyết có hiệu lực từ ngày 16 tháng 6 năm 2025). Theo đó, sáp nhập toàn bộ 43,2 km² diện tích tự nhiên, quy mô dân số là 13.845 người của xã Phú Thuận thuộc huyện Phú Tân và điều chỉnh 0,007 km² diện tích tự nhiên, quy mô dân số là 49 người của xã Hòa Mỹ thuộc huyện Cái Nước vào toàn bộ 44,6 km² diện tích tự nhiên, quy mô dân số là 12.311 người của xã Phú Mỹ thuộc huyện Phú Tân.
Xã Phú Mỹ có 87,81 km² diện tích tự nhiên và quy mô dân số là 26.205 người.

## Văn hóa
Xã có di tích lịch sử Khu căn cứ Tỉnh ủy.